# Breese (Alemania)
Breese es un municipio situado en el distrito de Prignitz, en el estado federado de Brandeburgo (Alemania), a una altitud de 25 metros. Su población a finales de 2016 era de unos 1500 habs. y su densidad poblacional, 200 hab/km².